# Bibileo (Berg)
Der Bibileo ist ein Berg in Osttimor mit einer Höhe von 968 m. Er liegt im Suco Bahalarauain (Verwaltungsamt Viqueque, Gemeinde Viqueque)

## Geschichte
Der Bibileo war ab 1976 ein Rückzugsgebiet der FALINTIL, die gegen die indonesischen Invasoren kämpfte, und geflohenen Zivilisten aus Lacluta, Ossu, Laleia, Natarbora, Barique, Maubisse und Same. Hier gründeten sie eine base de apoio, eine Widerstandsbasis. Später wechselte man zum Matebian.